# La femme Nikita
La Femme Nikita es una serie de televisión de acción, drama y espionaje, de origen canadiense producida entre 1997 y 2001, que tuvo gran éxito de audiencia. Está basada en la película francesa Nikita (1990) protagonizada por Anne Parillaud y dirigida por Luc Besson y Point of No Return, su remake estadounidense protagonizado por Bridget Fonda, dirigido por John Badham en 1993.
Protagonizada por Peta Wilson (Nikita), Roy Dupuis (Michael), Eugene Robert Glazer (Comandante u "Operations") y Alberta Watson (Madeline). Es una serie de cinco temporadas y de 96 episodios de 45 minutos de duración.

## Argumento
Nikita es condenada a muerte por un crimen que no cometió. Es rescatada por una organización secreta gubernamental conocida como "Section One" (Sección 1). 
La Sección Uno combate el terrorismo de manera muy científica y con los más avanzados sistemas computacionales, es el grupo antiterrorista más secreto del mundo. Los medios que toman son despiadados y criminales, recurren de forma habitual al secuestro, tortura y asesinato. Incluso con sus propios miembros. La Sección Uno muchas veces decide matar a algunos de sus propios agentes. Si no sigue sus reglas... Nikita podría ser cancelada (asesinada) así como cualquiera de ellos. En el episodio 22 de la primera temporada la Sección Uno organiza una misión pero de tal forma que deliberadamente mueran muchos de sus propios agentes (los que considera menos útiles), incluida la propia Nikita, pero ésta se salva por haber sido advertida por Michael y logra huir. En el primer episodio de la segunda temporada Nikita se reincorporará a la Sección Uno fingiendo haber estado secuestrada durante meses.
Tras superar un duro entrenamiento Nikita se convierte en una agente de nivel 2 de la "Sección Uno". Una nueva vida empieza para Nikita, tras su belleza y su encanto se esconde una arriesgada misión: cumplir las órdenes de la Sección Uno. Michael es su entrenador y a la larga será su amante, pero el amor que se profesan debe ser ocultado pues va contra las reglas de la Sección.
Los enemigos son: Red Cell, Estrella brillante y otros grupos terroristas estructurados casi del mismo modo que Sección Uno.
Operations (Eugene R. Glazer) dirige la "Sección Uno" como si fuera una empresa monolítica. Es un jefe cruel y despiadado en sus métodos, draconiano en sus medidas; pero solo con quien él decide serlo. Los objetivos están por encima de los sentimientos y consideraciones.
Su apoyo es la psicóloga Madeline, quien le asiste en sus decisiones y además también toma iniciativas drásticas y muy psicológicas para mantener el control de los integrantes de la sección. Es además amante de Operations, pero al igual que Michael y Nikita, ellos ocultan celosamente su amorío.
Cada capítulo es una trama en la que se conjugan los medios más modernos de lucha antiterrorista y una bien estudiada maraña psicológica donde se combinan el cinismo, la aparente apatía y sentimientos enfrentados a principios morales, que atrae al público. La aparente frialdad de los personajes de la sección oculta a seres comunes, pero el ambiente de trabajo es meramente profesional y competitivo donde los sentimientos humanos no tienen más cabida que para usarlos en alguna misión. Nikita es la excepción: no puede dejar de lado sus sentimientos humanitarios, que chocan frontalmente con las directrices de la sección produciendo conflictos entre los integrantes que prácticamente son robots desechables.
Los capítulos van alternando a los diferentes personajes, tales como Walter, el encargado de equipos; Birkoff, el genio de la computación, George y otros personajes alternativos que van apareciendo y desapareciendo del escenario paulatinamente a medida que transcurre la serie.

## Personajes

### Nikita (Peta Wilson)
Es la protagonista principal de la serie, una agente de nivel 2 que junto a Michael hacen una pareja muy ejecutiva y eficiente. Es rubia y muy guapa. El defecto de Nikita es su parte emocional. Es despiadada, pero a veces no tanto como exige la organización.
En el transcurso de la serie ascenderá hasta transformarse en una eficiente agente nivel 5 y sus habilidades serán legendarias, ganándose el respeto de todos. Su relación con Michael es el centro de la serie y los ribetes generados pondrán a prueba las habilidades de Madeleine, quien en su intimidad la admira.

### Michael Samuel (Roy Dupuis)
Es un agente nivel 5, muy eficiente y catalogado como uno de los mejores, es el entrenador y amante de Nikita, asesino nato, frío y robotizado como una piedra, conviven en él dos seres completamente opuestos. Su semblante aparece siempre impasible e inexpresivo.
Amaba a Simone su esposa, pero luego que se suicidó en una misión de la Sección, con objetivo de matar a quien le había hecho tanto daño por tanto tiempo. Ella estaba prisionera y en pésimas condiciones. En ese capítulo Michael muestra sensibilidad por ella.
Muy leal a la Sección, es incluso capaz de ejecutar misiones donde los parentescos no importan. Incluso se casará con fines operacionales con Elena, la hija de un terrorista muy buscado pero difícil de ubicar, para encontrarlo y eliminarlo, y con ella tendrá un hijo, que será el puntal emotivo de Michael y su razón de vivir en la Sección.

### Paul L. Wolfe, Operaciones (Eugene Robert Glazer)
Exveterano de Vietnam, Jefe de la Sección, nivel nueve, excombatiente, temido por muchos, odiados por algunos, es una especie de tirano que dirige la Sección como una base de poder, como si fuese una empresa monolítica, sin otorgar mayores consideraciones por conseguir sus objetivos. Solo le teme a Oversight(George), su superior, con quien compite por mayor poder dentro de la organización, y al Jefe. Como contrapunto, es el que más exterioriza sus emociones.

### Madeleine (Alberta Watson)
Es una estratega ejecutiva, psicóloga y segunda al mando, nivel 9, mujer fría e impersonal, sus análisis son muy rigurosos y son la base de las decisiones de Operaciones. Es maestra de la manipulación y la tortura para obtener información y no escatima medios para conseguir los fines de la sección. Ella descubre la relación entre Nikita y Michael e intenta por diferentes medios destruirla, ya que va contra las reglas, pero sus acciones conducirán muchas veces a situaciones límites que ella no puede estimar. Mantiene con Operaciones un romance furtivo y secreto, pero a diferencia de Michael y Nikita, ella está completamente manipulada por Operaciones y sus sentimientos no están completamente definidos. Es la única persona en la sección en completo control de sus facultades así como de sus emociones.

### Seymour Birkoff (Matthew Ferguson)
Genio adolescente de la computación, residente y puntal clave de la Sección, tímido pero con iniciativa, de sus habilidades depende el éxito o fracaso de las misiones en progreso. Nació en la sección y fue separado de su hermano gemelo, que vivió una vida normal, convirtiéndose en un empresario exitoso de la industria del software. Descubre a través de Walter que tiene un hermano gemelo llamado Jason de personalidad completamente opuesta, que en los últimos capítulos jugará un rol muy importante.
Birkoff se obsesiona por ir en busca de su hermano y para ello crea un programa de inteligencia artificial para que le reemplace, ya que planea dejar la sección. El programa se descontrola y esto traerá consecuencias para él y para la Sección.

### Jason Birkoff (Matthew Ferguson)
Hermano del anterior, comparte sus habilidades informáticas. Mientras su hermano era dado por muerto y pasaba a ser parte de la Sección 1, el continua con su vida formando una próspera empresa de infórmatica. En la Sección 1, su hermano Seymour crea una IA con el objetivo de poder tomarse unas vacaciones que usar en acercarse a ver a Jason en secreto. Esta IA terminará por descontrolarse poniendo en peligro La Sección. Seymour se sacrifica para destruir a su creación, muriendo con ella. Poco tiempo después, al objeto de utilizarle en una misión y no renunciar al talento perdido con Seymour, Jason en reclutado para La Sección, llegando incluso a secuestrar a su prometida para forzar su colaboración.

### Walter (Don Francks)
Es un exveterano de Vietnam, encargado de equipos y análisis, es el único que aparentemente está exento de las influencias y designios de Operaciones, romántico y enamorado, amigo a toda prueba de Nikita y Birkoff, traspasará las leyes de la Sección con tal de apoyarlos. Tiene un corto matrimonio con Belinda, una agente que sin saber está como desechable, la cancelación de ella sin que Birkoff pueda impedirlo causará que vea a Operaciones como un enemigo y sea el más franco y directo con Operaciones, quien le estima, deberá perdonarle varias veces su vida por favores pasados en el conflicto vietnamita.

### Kate Quinn (Cindy Dolenc)
Encargada de coordinaciones, reemplazante alternativa de Birkoff, es una bella y arrogante espía de Supervisión, muy desconfiada de todo hombre que se le acerque, excepto de Operaciones y Jason, quien aparece en la última temporada en 14 capítulos. Manipulará a Operaciones y este a ella para conseguir poder, y también intentará conseguir a Michael.

### Personajes secundarios
Mick Schtoppel (Carlo Rota): Es un simpático comodín que actúa como informante, y a su vez está reclutado por Supervisión para aparecer como Mr. Jones en las últimas temporadas. También aparece en algunos capítulos de la primera temporada como nexo con terroristas como Reginald "Martin" Henderson.
Davenport (Edward Woodward): Es un agente nivel 5, inmediatamente debajo de Michael, admirador de este y un eficiente agente de campo que nunca cuestiona las órdenes. En algunas ocasiones ha relevado a Michael de sus funciones.
George (David Hemblen): Es el superior de Operaciones, un hombre frío y tan carente de escrúpulos como el mismo Operaciones. Ambos se detestan y buscan motivos para "cancelarse" (ejecutarse) mutuamente.
Mr. Jones (Edward Woodward), código Flavius, es el Jefe: Es el líder de la sección, un ser desconocido y solo mencionado en la última temporada de la serie. Su enlace con Nikita es un misterio insospechado que será develado.
Greg Hillinger (Kris Lemche): Es reclutado a la fuerza por la Sección Uno como ayudante de Birkoff. Se trata de un genio de matrices complejas en computación que disfruta, como hacker, de sus buenos resultados y su incorporación a la Sección lo enfrenta a Birkoff por ganar más reconocimiento de sus habilidades y por ende mayor poder. Con mucha astucia y sufrimiento para Birkoff conseguirá finalmente trabajar para Supervisiones. Tendrá un fin insospechado. 
Elena: Es la segunda esposa de Michael, quien se ha casado con ella solo con el fin de sacar a la luz y eliminar a su padre, Vazchec, un peligroso terrorista internacional que ha sido muy difícil de ubicar. Ella le dará su único hijo, quien dará razones a Michael para sentir la vida como ser humano y padre, además, servirá como instrumento de manipulación de Operaciones para controlar a Michael. La operación que busca eliminar a Vazhec será el principio del fin de Operaciones.

## Episodios

### Primera temporada
1. Nikita (Nikita)
2. Friend (Amiga)
3. Simone (Simone)
4. Charity (Caridad)
5. Mother (Madre)
6. Love (Amor)
7. Treason (Traición)
8. Escape (Huida)
9. Gray (Gris)
10. Choice (Elección)
11. Rescue (Rescate)
12. Innocent (Inocente)
13. Recruit (Recluta)
14. Gambit (Estratagema)
15. Obsessed (Obsesionado)
16. Missing (Perdido)
17. Noise (Ruido)
18. Voices (Voces)
19. War (Guerra)
20. Veredict (Veredicto)
21. Brainwash (Lavado de cerebro)
22. Mercy (Misericordia)

### Segunda temporada
1. Hard Landing (aterrizaje forzoso)
2. Spec Ops (operaciones especiales)
3. Third Person (tercera persona)
4. Approaching Zero (cercanos a cero)
5. New Regime (nuevo régimen)
6. Mandatory Refusal (denegación obligatoria)
7. Half Life (media vida)
8. Darkness Visible (la oscuridad visible)
9. Open Heart (a corazón abierto)
10. First Mission (primera misión)
11. Psychic Pilgrim (peregrino psíquico)
12. Soul Sacrifice (el sacrificio del alma )
13. Not Was (no era)
14. Double Date (doble cita)
15. Fuzzy logic (lógica difusa)
16. Old Habits (viejos hábitos)
17. Inside Out (desde dentro hacía afuera)
18. Out Profile (fuera de perfil)
19. Last Night (anoche)
20. In between (en medio)
21. Adrian´s Garden (el jardín de Adrian)
22. End Game (juego final)

### Tercera temporada
1. Looking for Michael (Buscando a Michael)
2. Someone else shadow (La sombra de alguien más)
3. Opening night jitters (Iniciando temblores nocturnos)
4. Gates of hell (Las puertas del infierno)
5. Imitation of death (Imitando a la muerte)
6. Love and country (Amor y patria)
7. Cat and mouse (El gato y el ratón)
8. Outside the box (Fuera de la caja)
9. Slipping into darkness (Resbalando hacia la oscuridad)
10. Under the influence (Bajo la Influencia)
11. Walk on by (Caminado por ahí)
12. Threshold of pain (Umbral de dolor)
13. Beyond the pale (Más allá de la palidez)
14. Hand to hand (Mano a mano)
15. Before I sleep (Antes de dormir)
16. I remember Paris (Me acuerdo de París)
17. All good things (Todas las cosas buenas)
18. Third party ripoff (El tercero que roba)
19. Any means necessary (Por cualquier medio)
20. Three eyed turtle (Tortuga de tres ojos)
21. Playing with fire (Jugando con fuego)
22. On borrowed time (En tiempo prestado)

### Cuarta temporada
1. Getting out of reverse (Regresando a la normalidad)
2. There are no missions (No hay misiones)
3. View to the garden (La vista del jardín)
4. Into the looking glass (Con la mirada de hielo)
5. Man in the middle (El hombre de en medio)
6. Love, honor and cherish (Amor, honor y cariño)
7. Sympathy for the devil (Simpatía por el diablo)
8. No ones lives forever (Nadie vive para siempre)
9. Down a crooked path (Por un camino torcido)
10. He came from four (Él vino de la sección cuatro)
11. Time to be heroes (Ha llegado la hora de convertirse en héroes)
12. Hell hath no fury (El infierno no tiene furia)
13. Kiss the past goodbye (Adiós al pasado con un beso)
14. Line in the sand (Línea en la arena)
15. Abort, fail, retry, terminate (Abortar, fallar, reintentar, terminar)
16. Catch a falling star (Persiguiendo una estrella fugaz)
17. Sleeping with the enemy (Durmiendo con el enemigo)
18. Toys in the basement (Juguetes en el sótano)
19. Time out of mind (Tiempo fuera de sí)
20. Face in the mirror (Con la cara en el espejo)
21. Up the rabbit hole (Sobre la cueva del conejo)
22. Four years light farther (Van cuatro años)

### Quinta temporada
1. Deja vu all over again — Deja Vu otra vez
2. A girl who wasn´t there — La chica que no estaba allí
3. In through the out door — A través de la puerta de salida
4. All the world´s a stage — Todo el mundo es un escenario
5. The man behind the curtain — El hombre detrás de la cortina
6. The Evil that men do — El mal que hacen los hombres
7. Let no man put asunder — Que no lo separe el hombre
8. A time for every purpose — Una época para cada propósito